# Aston Martin Lagonda Series 2–4
Als Aston Martin Lagonda Series 2–4 werden drei Serien einer sportlichen Luxuslimousine zusammengefasst, die der britische Sportwagenhersteller Aston Martin zwischen Herbst 1976 und Sommer 1989 produzierte.
Die einzelnen Auflagen (Series 2, Series 3 und Series 4) unterschieden sich in technischen und äußerlichen Details voneinander. Sie erregten Aufsehen durch die allen drei Serien gemeinsame ausgeprägte Keilform der Karosserie und durch das von Elektronik dominierte Interieur. Das Auto galt bei seiner Vorstellung 1976 als „absolute Sensation“ und polarisierte zugleich. Beobachter hielten es für das fortschrittlichste Auto seiner Zeit. Ungeachtet vieler Probleme, die insbesondere auf die ambitionierte Elektronik zurückzuführen waren, sicherte das Auto das wirtschaftliche Überleben Aston Martins in den 1980er-Jahren.

## Hintergrund

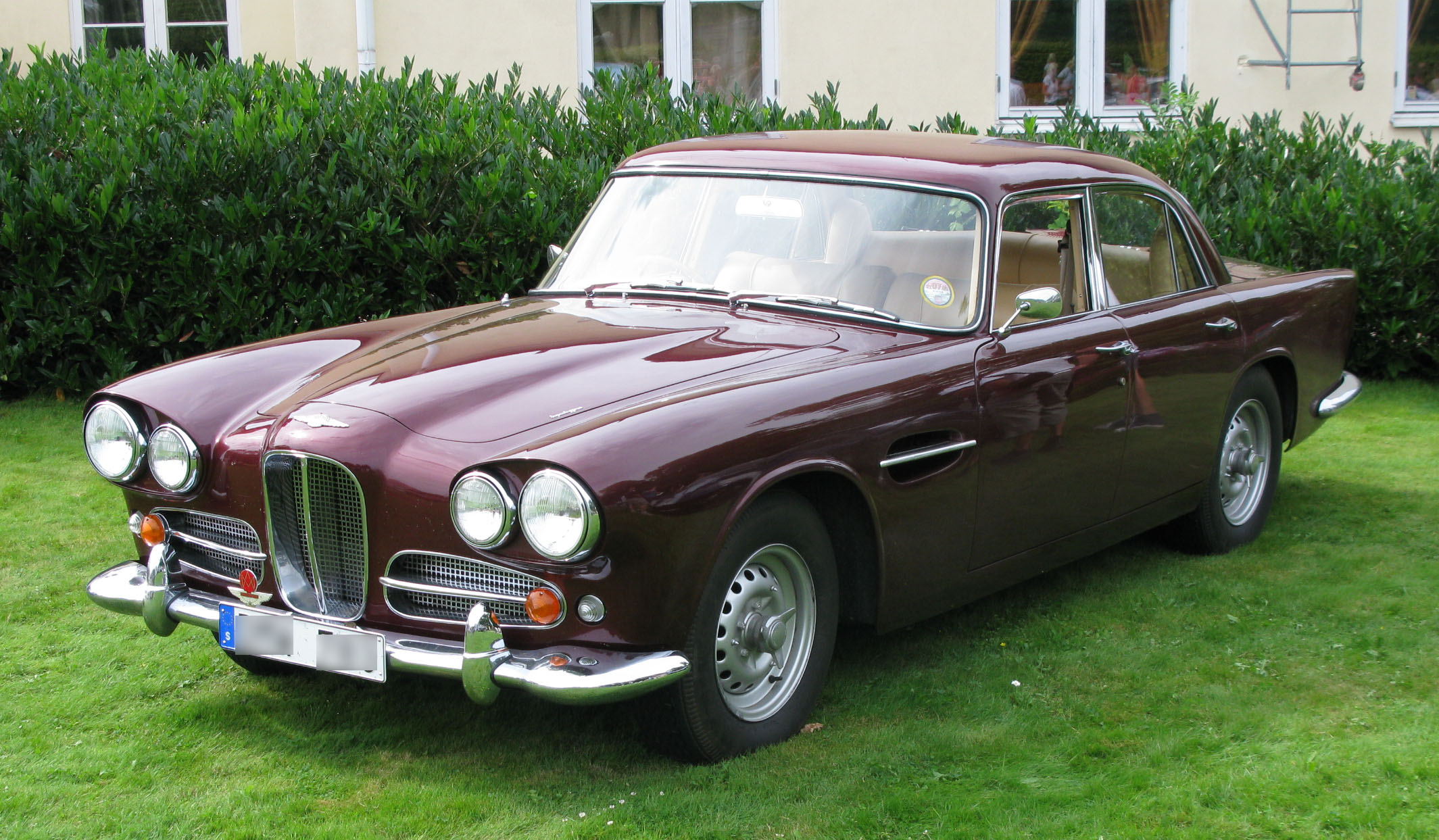
Lagonda Rapide

Lagonda war selbst ein eigenständiger, traditionsreicher Sportwagenhersteller, der 1947 von David Brown übernommen – Markenliebhaber sprechen von „annektiert“ – und in das seinerzeit ebenfalls Brown gehörende Unternehmen Aston Martin integriert wurde. In dieser Zeit war Aston Martin für Sport- und Rennwagen zuständig, während Lagonda den Marktbereich der sportlichen Limousinen abdeckte. Bis 1964 entstanden drei Baureihen, die jeweils unter dem Markennamen Lagonda verkauft wurden: der Lagonda 2.6 Litre (1948–1953), der Lagonda 3 Litre (1953–1958) und der Lagonda Rapide (1961–1964). Nachdem zehn Jahre lang keine Lagonda-Modelle angeboten worden waren, reaktivierte Aston Martin 1974 den Namen für eine viertürige Limousine, die die Aston-Martin-Palette abrunden sollte. Anders als bisher wurden diese Wagen allerdings zunächst nicht mehr unter der Marke Lagonda verkauft; die Bezeichnung Lagonda wurde vielmehr zum bloßen Modellnamen herabgestuft, sodass die Autos nun Aston Martin Lagonda hießen.
Diese nachträglich als Aston Martin Lagonda Series 1 bezeichnete Limousine war in technischer Hinsicht eine viertürige Version des Aston Martin DBS. Während sich der DBS und sein Nachfolger, der nahezu baugleiche Aston Martin V8, in den frühen 1970er-Jahren erfolgreich entwickelten, stockte der Verkauf der Lagonda-Limousine, die bis 1975 insgesamt nur siebenmal gefertigt wurde. 1974 geriet Aston Martin, der allgemeinen Entwicklung in der Automobilbranche folgend, in eine wirtschaftliche Krise, die Anfang 1975 zur Zahlungsunfähigkeit des Unternehmens führte. In den ersten sechs Monaten des Jahres 1975 fertigte Aston Martin kein einziges Auto. Erst als im Juni 1975 ein Konsortium aus britischen und kanadischen Geschäftsleuten den Betrieb übernommen und in die Gesellschaft Aston Martin Lagonda (1975) Ltd. überführt hatte, wurde die Produktion in zunächst bescheidenem Ausmaß wieder aufgenommen. Insgesamt entstanden in dem Jahr nur 21 Autos, unter ihnen zwei Aston Martin Lagondas.
Die neue Unternehmensführung setzte zwar die Fertigung des V8 Saloon fort, entschied sich aber gegen die Weiterführung des davon abgeleiteten Aston Martin Lagonda Series 1, der als nicht ausreichend attraktiv angesehen wurde. Stattdessen gab das Management die Entwicklung einer vollständig neuen Limousine in Auftrag, die eigenständig sein sollte: „Ein Hingucker“, der die Leistungsfähigkeit von Aston Martin Lagonda (1975) Ltd. belegen sollte. Daraus resultierte der keilförmige, mit viel Elektronik ausgestattete neue Aston Martin Lagonda.
Mit einigem zeitlichen Abstand schloss sich eine dritte, vom Aston Martin Virage abgeleitete Baureihe an, die von 1992 bis 1996 lediglich auf individuellen Kundenwunsch gefertigt wurde und neun Fahrzeuge umfasste.

## Das Konzept
Die Entwicklung des neuen Lagonda, die 1976 begann, oblag in technischer Hinsicht Mike Loasby. Die Form der Karosserie und des Interieurs gestaltete William Towns.
Der neue Lagonda hatte die Aufgabe, deutlich zu machen, dass der britische Traditionsbetrieb ungeachtet der zurückliegenden wirtschaftlichen Schwierigkeiten handlungsfähig war. Das Auto sollte Aufsehen erregen, und eine technische Verwandtschaft zum Aston Martin V8 sollte äußerlich nicht erkennbar sein.
Der neue Lagonda erfüllte die Erwartungen der Unternehmensleitung. Er war ein „einzigartiges Auto“. Seine auffälligsten Merkmale waren die niedrige, keilförmige Karosserie und eine aufwendige Elektronik für die Bedienung und die Armaturen. Die Entwicklung des Autos dauerte wesentlich länger und war deutlich teurer als vorhergesehen. Insbesondere die ambitionierte Fahrzeugelektronik verursachte erhebliche Verzögerungen. Die Planungen des Unternehmens sahen ursprünglich Entwicklungskosten von 75.000 £ vor. Tatsächlich fielen bis zur Serienreife des Autos Kosten in Höhe von 1,25 Mio. £ an.

## Karosserie und Technik

### Karosserie

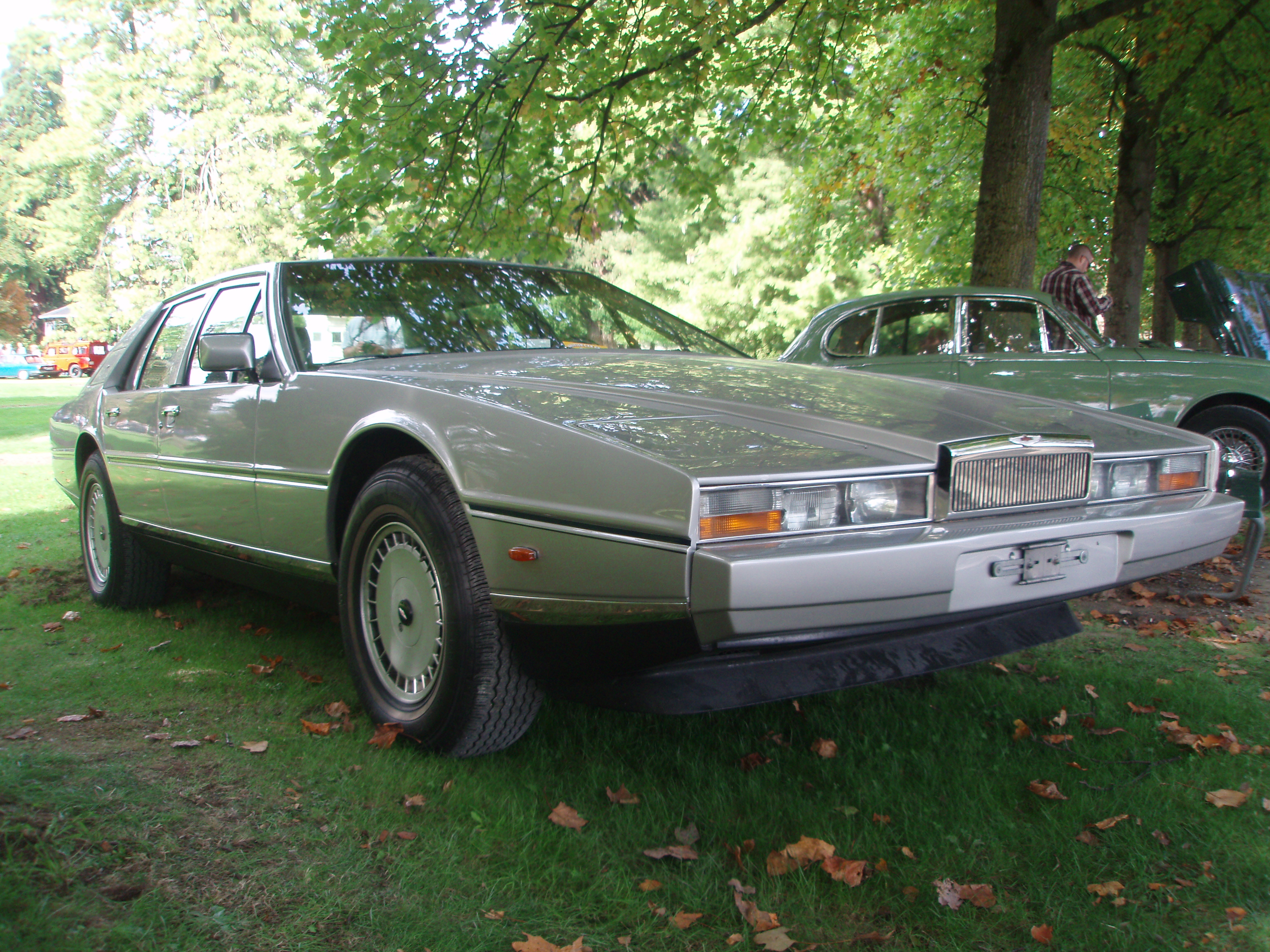
Keilförmige Karosserie: Aston Martin Lagonda (Series 3)

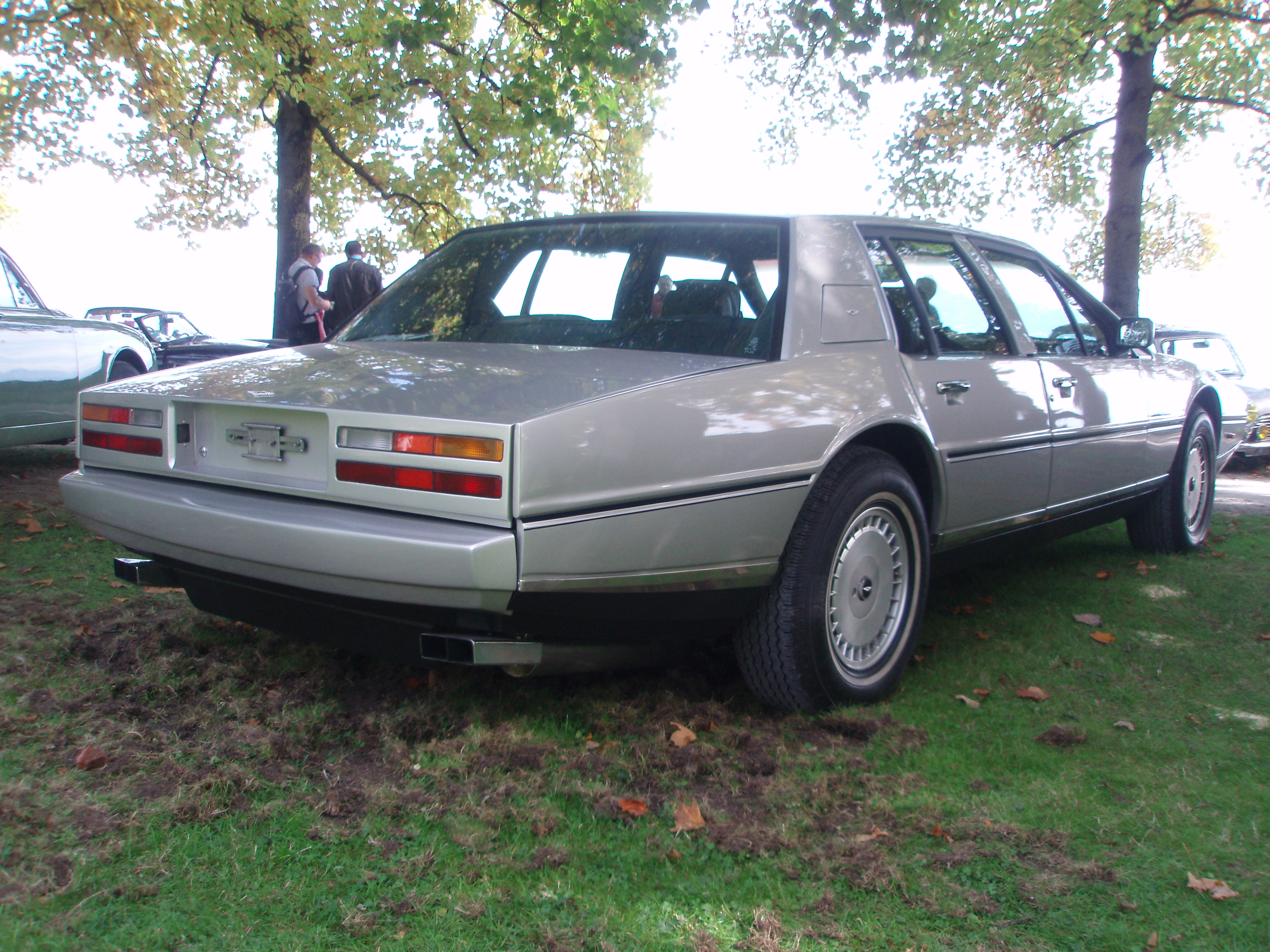
In den Kofferraumdeckel integrierte Rückleuchten: Aston Martin Lagonda Series 2 und 3

Die äußere Form des Wagens war spektakulär. Towns entwarf innerhalb nur eines Monats eine Karosserie im sogenannten Folded Paper Stil. Im Januar 1976 existierte bereits ein Tonmodell im Maßstab 1:4, zwei Monate später war ein 1:1-Modell aus Holz fertiggestellt.
Die sehr flache, keilförmige Karosserie war von glatten Flächen und Winkeln geprägt. Mit einer Höhe von lediglich 1300 mm war der Lagonda der niedrigste Viertürer seiner Zeit. Der Vorderwagen fiel spitz nach vorne hin ab. Oberhalb der Stoßfänger befanden sich beim Originalentwurf sechs kleine Leuchten für Blinker, Standlicht und Nebelscheinwerfer. Die vier Hauptscheinwerfer waren in den ersten beiden Versionen als Klappscheinwerfer ausgestaltet. Die Heckleuchten bestanden anfänglich aus vier schmalen Streifen, die vollständig in die Heckklappe integriert waren und beim Öffnen mit der Klappe nach oben schwenkten. Da sie bei geöffneter Klappe für nachfolgende Fahrzeuge nicht oder nicht hinreichend erkennbar waren, ordneten die britischen Verkehrsbehörden an, auf der Innenseite der Heckklappe zusätzliche Rückleuchten anzubringen. Das änderte sich erst mit Einführung der Series 4, bei der die Rückleuchten nicht mehr in die Heckklappe integriert waren. William Towns überarbeitete die äußeren Karosserieteile für die 1987 vorgestellte Series 4 in vielen Details, ohne allerdings die stilistische Grundkonzeption des Jahres 1976 aufzugeben.
Einige Details waren sehr einfach gehalten und passten nach der Wahrnehmung von Beobachtern nicht zum aufwändigen Gesamtkonzept. Hierzu gehörten die verspielten und zugleich billig („poor“) wirkenden Türgriffe des Ford Cortina.
Die außergewöhnliche Form brachte einige praktische Nachteile mit sich. In der ersten Version des Fahrzeugs konnten weder die Fenster der vorderen noch die der hinteren Türen geöffnet werden. Zum Beginn der Serienproduktion wurde der Zuschnitt der Türen so geändert, dass zumindest die Fenster der vorderen Türen abgesenkt werden konnten. Hinten hingegen blieben sie zunächst starr; das änderte sich erst mit der Einführung der dritten Serie. Funktionseinschränkungen ergaben sich auch für das Moon Roof genannte Glasdach über den Rücksitzen: Es konnte zwar hochgestellt werden; der in das Dach integrierte Überrollbügel verhinderte aber ein vollständiges Aufschieben des Moon Roof.
William Towns’ Design polarisierte bei seiner Einführung. Gelegentlich wurden einige Designelemente von fremden Herstellern kopiert. Panther Westwinds etwa stellte auf Kundenwunsch mehrere Coupés und Limousinen der W126-Baureihe von Mercedes-Benz mit einer dem Lagonda nachempfundenen Frontpartie her.

### Chassis und Fahrwerk
Anders als beim Vorgängermodell nutzte Aston Martin für den neuen Lagonda nicht das Chassis des V8. Mike Loasby entwarf einen neuen Plattformrahmen. Darauf war ein Stahlgerüst geschweißt, das seinerseits die Karosserieteile aus Aluminium trug. Das Chassis war steifer und zugleich leichter herzustellen als das des V8. Es wurde auch für dessen 1989 vorgestellten Nachfolger Virage verwendet. Die Vorder- und Hinterradaufhängung des Lagonda entsprach in ihrer Grundkonzeption der des V8, allerdings war an der Hinterachse eine automatische Niveauregulierung vorgesehen.

#### Antriebstechnik

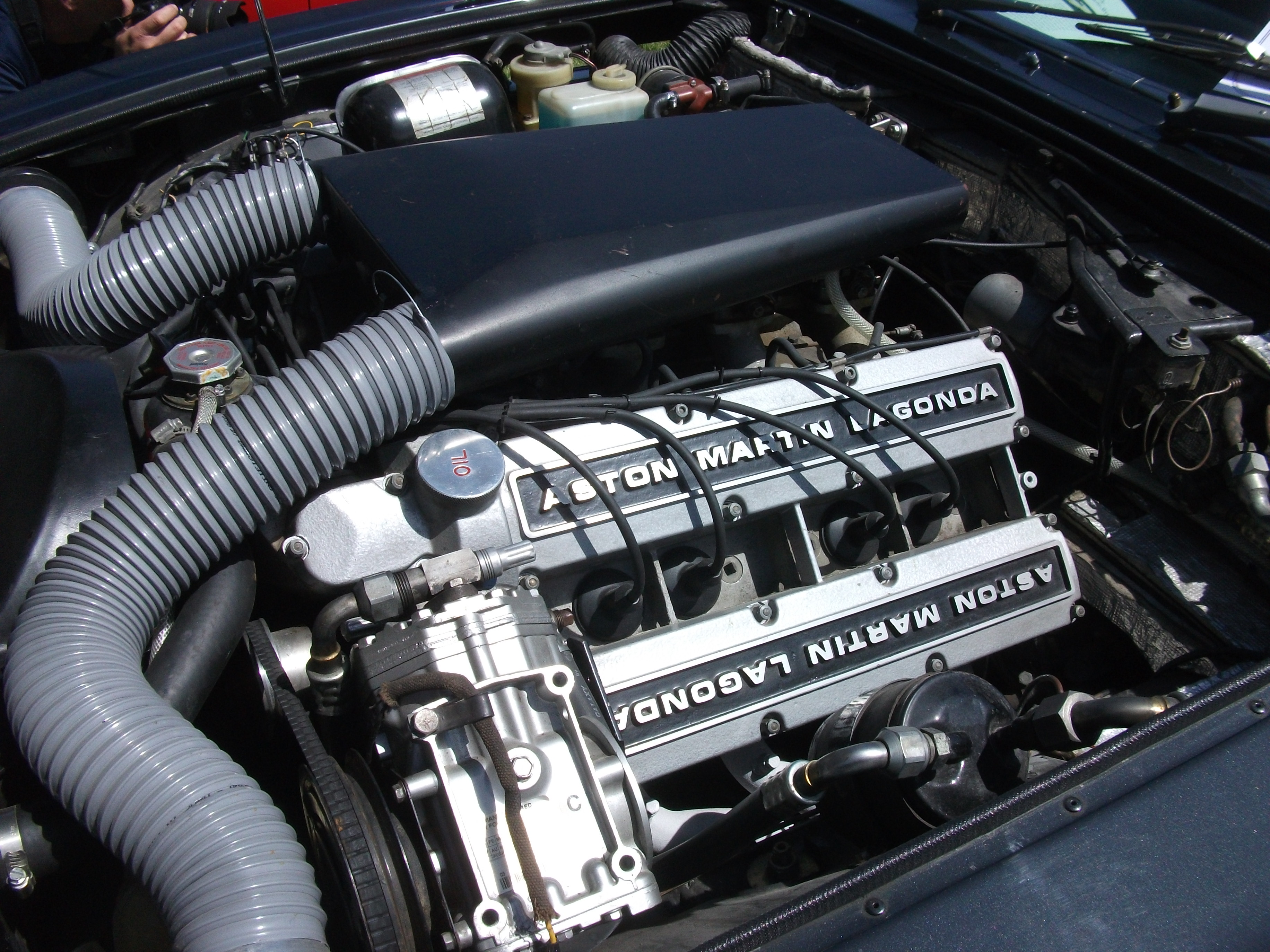
Der von Tadek Marek entwickelte Achtzylindermotor von Aston Martin Lagonda (1976)

Der neue Lagonda wurde wie schon sein Vorgänger von dem 5,3 Liter großen Achtzylindermotor angetrieben, der 1970 im DBS V8 debütiert hatte. Allerdings passte der Motor in der Basisversion nicht unter die flache Motorhaube des Lagonda, obwohl seine Position im Vergleich zum V8 deutlich nach hinten versetzt war. Um das Triebwerk einzupassen, musste zudem das System der Motorschmierung verändert und der Lufteinlass verkleinert werden. Der Motor leistete in der ersten Version 280 bhp (209 kW; 284 PS). Im Zuge der 1986 vollzogenen Umstellung von Vergaser auf eine elektronische Benzineinspritzung von Marelli stieg die Leistung zunächst – je nach Quelle – auf 221 kW (300 PS) oder 223 kW (304 PS) an, bevor sie mit Einführung der vierten Serie auf 289 PS abgesenkt wurde. Als Kraftübertragung diente eine Dreigangautomatik von Chrysler; Aston Martins eigenes manuelles Fünfganggetriebe wurde nicht angeboten.
Aston Martin unternahm nach Produktionsbeginn mehrere Versuche, die Leistung des Motors deutlich zu erhöhen. Anfängliche Bemühungen, den Lagonda mit dem etwa 380 PS starken Motor des V8 Vantage auszustatten, scheiterten früh an den engen Platzverhältnissen im Motorraum des Lagonda. Die beim Vantage verwendeten Vergaser, die die Bauhöhe des Motors beeinflussten, passten nicht unter die niedrige Fronthaube des Lagonda. Alternativ rüstete das Werk 1980 einen V8-Motor mit zwei Turboladern aus. Die Leistung des aufgeladenen Achtzylinders entsprach etwa der des Vantage-Motors. Der Biturbo-Motor wurde zu Testzwecken in einen Vorserien-Lagonda eingebaut. Erste Probefahrten zeigten hohe Fahrleistungen; allerdings gelang es dem Werk nicht, den Turbolader zuverlässig mit den Vergasern zu synchronisieren, sodass auch dieses Projekt nicht zur Serienreife gebracht wurde. Der Prototyp mit dem Turbomotor wurde 1982 verschrottet.

#### Elektronik

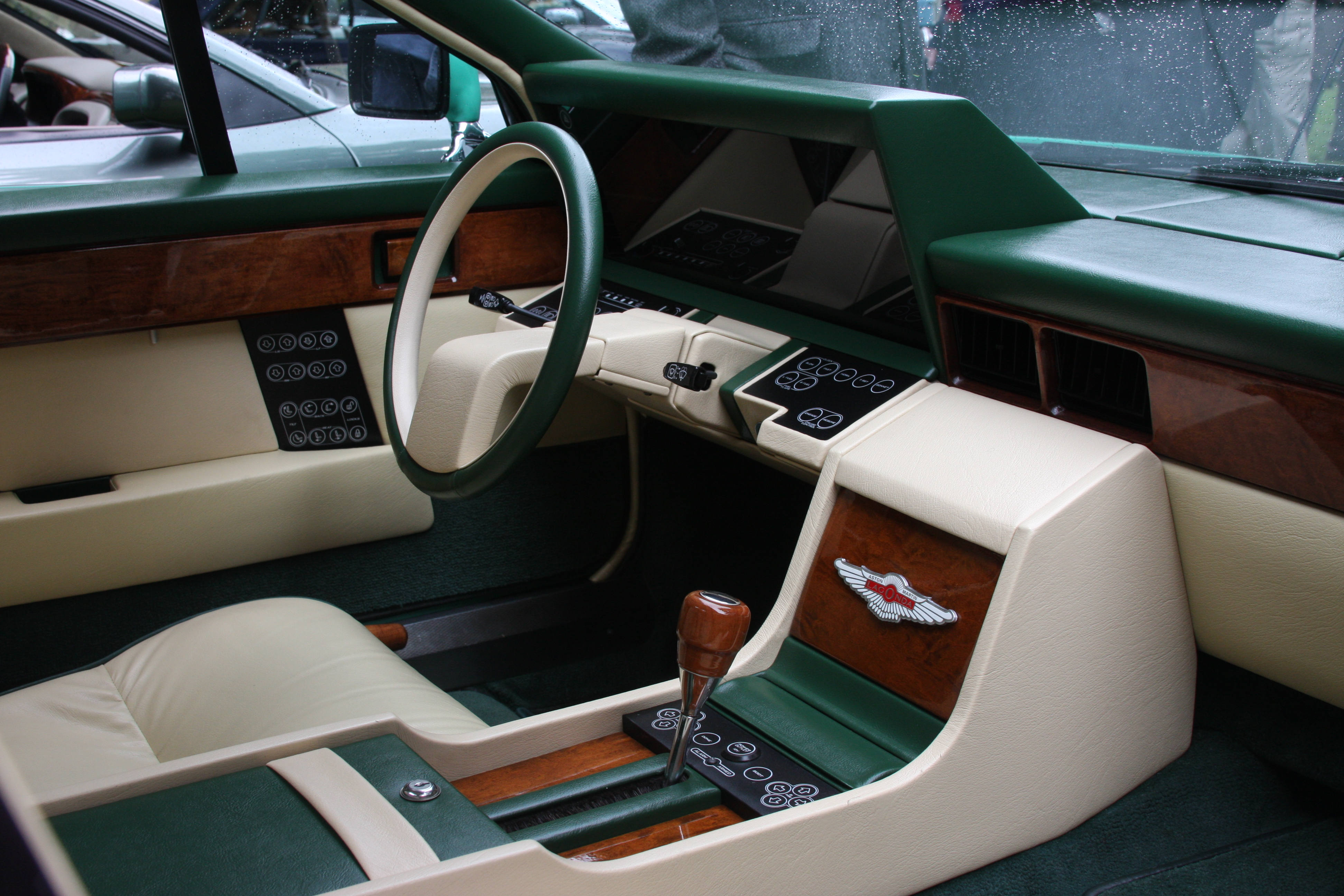
Das Interieur eines Aston Martin Lagonda S2

Mit der ungewöhnlichen Form des Äußeren korrespondierte eine neuartige Instrumentierung. Anstelle herkömmlicher analoger Anzeigen hatte der Lagonda ausschließlich digitale Instrumente. Die wesentlichen Informationen wie Geschwindigkeit, Drehzahl usw. wurden auf einem Display im Instrumententräger digital mit Leuchtdioden angezeigt. Darüber hinaus ließen sich die meisten Funktionen wie Licht und Scheibenwischer über Sensortasten betätigen. Selbst das automatische Getriebe sollte nach anfänglichen Planungen über Sensortasten bedient werden; davon nahm das Werk allerdings bereits zu Beginn der Serienproduktion Abstand. Mit Einführung der Series 3 wurden die Sensortasten durch herkömmliche Druckschalter ersetzt.
Die erste Software für die Elektronik entwickelte das in Großbritannien ansässige Cranford Institute of Technology. Dieses System erwies sich als unzuverlässig und verursachte mehrere Totalausfälle. Die ersten Prototypen, die 1977 einigen Journalisten für Probefahrten zur Verfügung gestellt wurden, wurden mit analogen Instrumenten ausgerüstet, um die Funktionstauglichkeit des Wagens sicherzustellen. Die Fehlfunktionen der Software waren der wesentliche Grund dafür, dass die Serienproduktion nicht wie vorgesehen im Mai 1977 aufgenommen werden konnte. Im September 1977 beauftragte Aston Martin die in Dallas ansässige Javelina Corporation, ein auf Computertechnik in Zivil- und Militärflugzeugen spezialisiertes Unternehmen, mit der Überarbeitung der Software. Das Unternehmen benötigte sechs Monate für eine komplette Neuerstellung der Elektronik. In der Folge wurde die Sensorsteuerung zahlreicher Funktionen aufgegeben, und die anfänglich vorgesehene Instrumentierung mit Gasplasma-Anzeigen wurde durch Leuchtdioden ersetzt. Ab 1984 ergänzte ein Sprachcomputer die Ausstattung: In vier Sprachen (Englisch, Arabisch, Französisch und Deutsch) wurden unterschiedliche Informationen sowie Fehlfunktionen mitgeteilt.
Ungeachtet der Anfangsprobleme war die digitale Instrumentierung ein Meilenstein. Zahlreiche andere Hersteller von Luxusfahrzeugen versuchten in den folgenden Jahren, ähnliche Anlagen zu entwickeln – Bristol beispielsweise für den Beaufighter und Ferrari für den Pinin -; anders als Aston Martin aber brachten sie ihre Systeme nie zur Serienreife.
Der Aston-Martin-Werksservice bietet seit 2006 eine komplette Neustrukturierung der Software an.

## Präsentation, Serienproduktion und Preise
Der erste Prototyp des Lagonda wurde bereits am 12. Oktober 1976 ausgewählten Journalisten gezeigt, die nach Aussage des leitenden Ingenieurs Mike Loasby bei der Präsentation über die Tische sprangen und einen Tumult auslösten. Im Oktober des gleichen Jahres fand eine Präsentation auf der Earls Court Motorshow statt. Zu dieser Zeit war der Wagen allerdings noch nicht fahrbereit. Zunächst war der Beginn der Serienproduktion für Mai 1977 vorgesehen; dieser Termin ließ sich indes nicht einhalten. Wesentlicher Grund dafür waren die Fehlfunktionen der Bordelektronik, die nur sehr langsam und unter hohen Kosten zur Serienreife entwickelt werden konnte. Letztlich startete die Serienproduktion im Herbst 1978.
Von 1977 bis 1989 vervierfachte sich der Kaufpreis für den Aston Martin Lagonda. Vor Produktionsbeginn kündigte das Werk Preise von 25.570 (Oktober 1977) bzw. 32.630 £ (Frühjahr 1978) an; bei Auslieferung der ersten Serienmodelle lag der Preis bereits bei 49.333 £. Im März 1981 verlangte Aston Martin 53.500 £, im Februar 1982 56.600 £, eineinhalb Jahre später bereits 59.900 £. 1985 betrug der Kaufpreis 75.000 £. Mit Einführung der Series 3 stieg er auf 79.500 £. Die vierte Serie kostete bei ihrer Einführung 95.000 £, ein Jahr später schließlich 99.500 £.

## Die einzelnen Serien

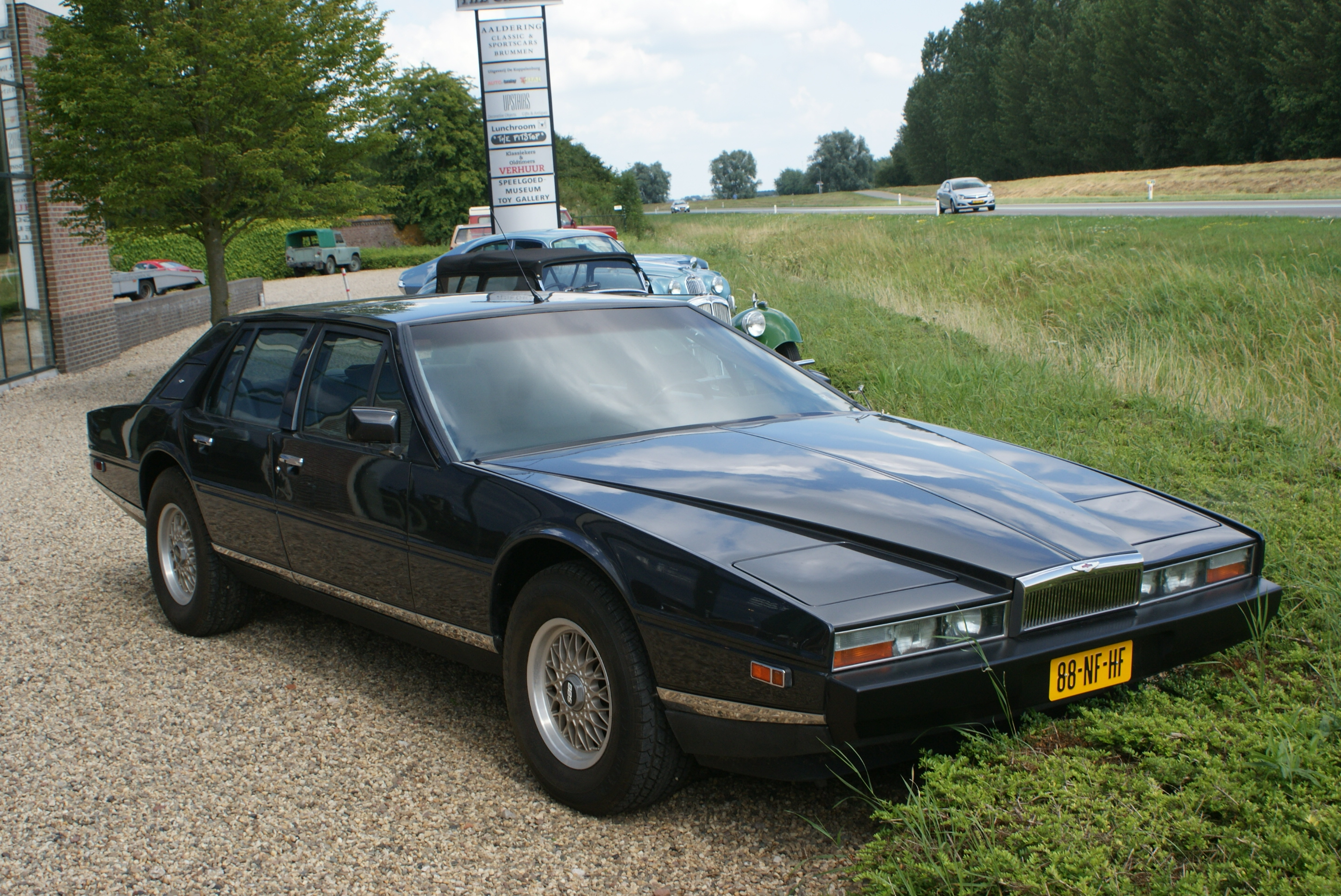
Aston Martin Lagonda S2

Der Aston Martin Lagonda wurde von Herbst 1978 bis Sommer 1989 in drei Serien produziert. In dieser Zeit entstanden 645 Exemplare.

### Series 2
Die erste Serie des neuen Modells erhielt mit Rücksicht auf den auf dem Aston Martin V8 basierenden Vorgänger die Bezeichnung Series 2. Sie wurde bis 1985 produziert und erfuhr im Laufe der Zeit einige Modifikationen.

### Series 3

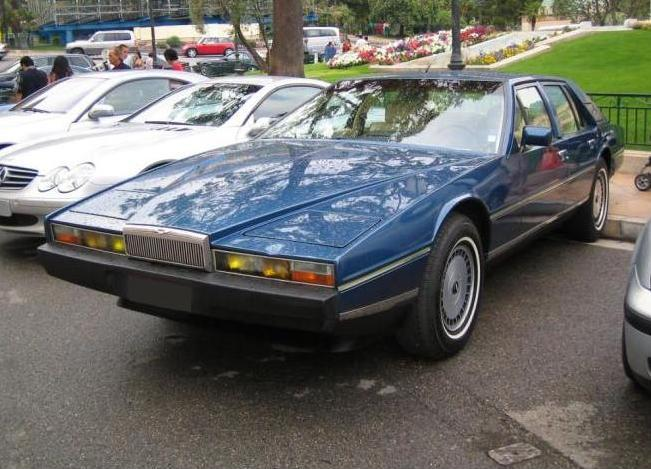
Aston Martin Lagonda Series 3

Die zweite Auflage des neuen Lagonda wurde 1986 vorgestellt. Sie unterschied sich von den Series-2-Modellen in erster Linie durch eine geänderte Antriebstechnik. Der bekannte Achtzylinder wurde nun – analog zum V8 – mit einer Benzineinspritzung versehen, die von Weber und Magneti Marelli entwickelt worden war. Dadurch stieg die Leistung des Motors auf 221 kW (300 PS). Zugleich wurde die Innenausstattung überarbeitet. Es gab neue Displays und ein sogenanntes Head-up-Display: Zentrale Informationen wie die gefahrene Geschwindigkeit wurden in die Frontscheibe eingespiegelt. Die Fahrzeuge der zweiten Serie hatten Kathodenröhren für die Instrumente, die aber noch unzuverlässiger als die vorher eingesetzten LED-Anzeigen waren.

### Series 4

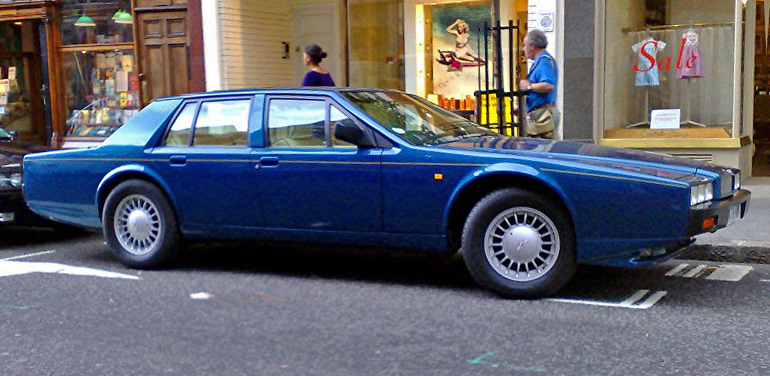
Aston Martin Lagonda Series 4:
Die Wagenfront wies nun sechs Leuchteinheiten auf, aber keine Klappscheinwerfer

Die dritte Auflage wurde 1987 vorgestellt. Sie erhielt eine in weiten Teilen neu gestaltete Karosserie. Der Aufbau folgte weiterhin dem Layout, das William Towns zehn Jahre zuvor entworfen hatte, allerdings waren alle äußeren Blechteile neu geformt. So entfielen an der Frontpartie die Klappscheinwerfer; an ihre Stelle traten sechs rechteckige Einzelscheinwerfer, die den knapp geschnittenen Kühlergrill einrahmten. Die Blinker waren nunmehr in der Stoßstange positioniert. Die Rückleuchten bestanden aus einer durchgehenden Leuchteneinheit, die nicht mehr in den Kofferraumdeckel integriert war; das Kfz-Kennzeichen war darunter in der Stoßstange angebracht. Die Tanköffnungen befanden sich nicht mehr in den C-Säulen, sondern unterhalb der Heckscheibe. In technischer Hinsicht wurde die Endübersetzung des Getriebes modifiziert; zugleich wurde das Drehmoment geringfügig angehoben. Der Lagonda hatte nun Avon-Reifen der Dimension 255/60 VR 16. Bei der Vorstellung des Modells lag der Verkaufspreis bei 95.000 £, zwei Jahre später betrug er 99.500 £.
Die Produktion des Series 4 endete 1990. Von der Series 4 wurden insgesamt 100 Fahrzeuge produziert.

## Marktstellung und Konkurrenten
Während der gesamten Produktionszeit gehörten die Lagondas zu den teuersten Limousinen der Welt. Der Rolls-Royce Silver Spirit hatte mit ca. 250.000 DM (1983) ein ähnliches Preisniveau, der fast baugleiche Bentley Mulsanne und der Maserati Quattroporte waren günstiger in der Anschaffung. Der Lagonda war immer ein Aufsehen erregendes Auto, das nicht in der Tradition des Understatement stand. Die britische Fachzeitschrift Thoroughbred & Classic Cars rückte den Lagonda 2003 in die Nähe einiger Fahrzeuge von zweifelhaftem Niveau:
„Wer um das Jahr 1980 herum ein auffälliges Luxusauto fahren wollte, mußte je nach Geschmack auf einen Rolls-Royce Camargue oder einen Aston Martin Lagonda zurückgreifen – oder, falls man ein erfolgreicher Pornostar war, auf einen Stutz Blackhawk.“

## Sonderversionen
Das Werk und auch einige unabhängige Hersteller fertigten einzelne Sonderversionen des Aston Martin Lagonda.

### Tickford
Unter dem Namen Tickford unterhielt Aston Martin in den frühen 1980er-Jahren eine Abteilung für spezielle Konstruktionen. Der Name erinnerte an den traditionsreichen Karosseriehersteller Tickford, der 1955 von David Brown übernommen worden war; tatsächlich bestand aber keine organisatorische oder rechtliche Verbindung dieser Abteilung zu Tickford Coachbuilders. Ab 1984 fertigte Tickford auf individuellen Kundenwunsch besonders luxuriös ausgestattete Ausführungen des Aston Martin Lagonda. Zum Lieferumfang gehörten Front- und Seitenschürzen, die zumeist in Wagenfarbe lackiert waren, sowie zwei separat zu bedienende Fernseher. Der Tickford Lagonda kostete 85.000 £. Fünf Stück wurden verkauft.
Unter dem Namen Tickford wurde zeitweise auch eine verlängerte Version des Lagonda angeboten. Der Radstand war hier um 254 mm gestreckt; die Verlängerung kam ausschließlich dem Passagierraum zugute. Im Innenraum konnten zusätzlich eine Minibar, ein Schallplattenspieler und mehrere Autotelefone eingebaut werden. Der Preis der verlängerten Version betrug 110.000 £. Aston Martin verkaufte drei dieser Fahrzeuge.

### Zweitürer
1988 entstand eine zweitürige Version des Lagonda mit kürzerem Radstand, die je nach Quelle in einem oder in zwei Exemplaren gebaut wurde. Eines der beiden Fahrzeuge diente werksseitig als Versuchsträger für das Fahrwerk des künftigen Aston Martin Virage.

### Shooting Brake

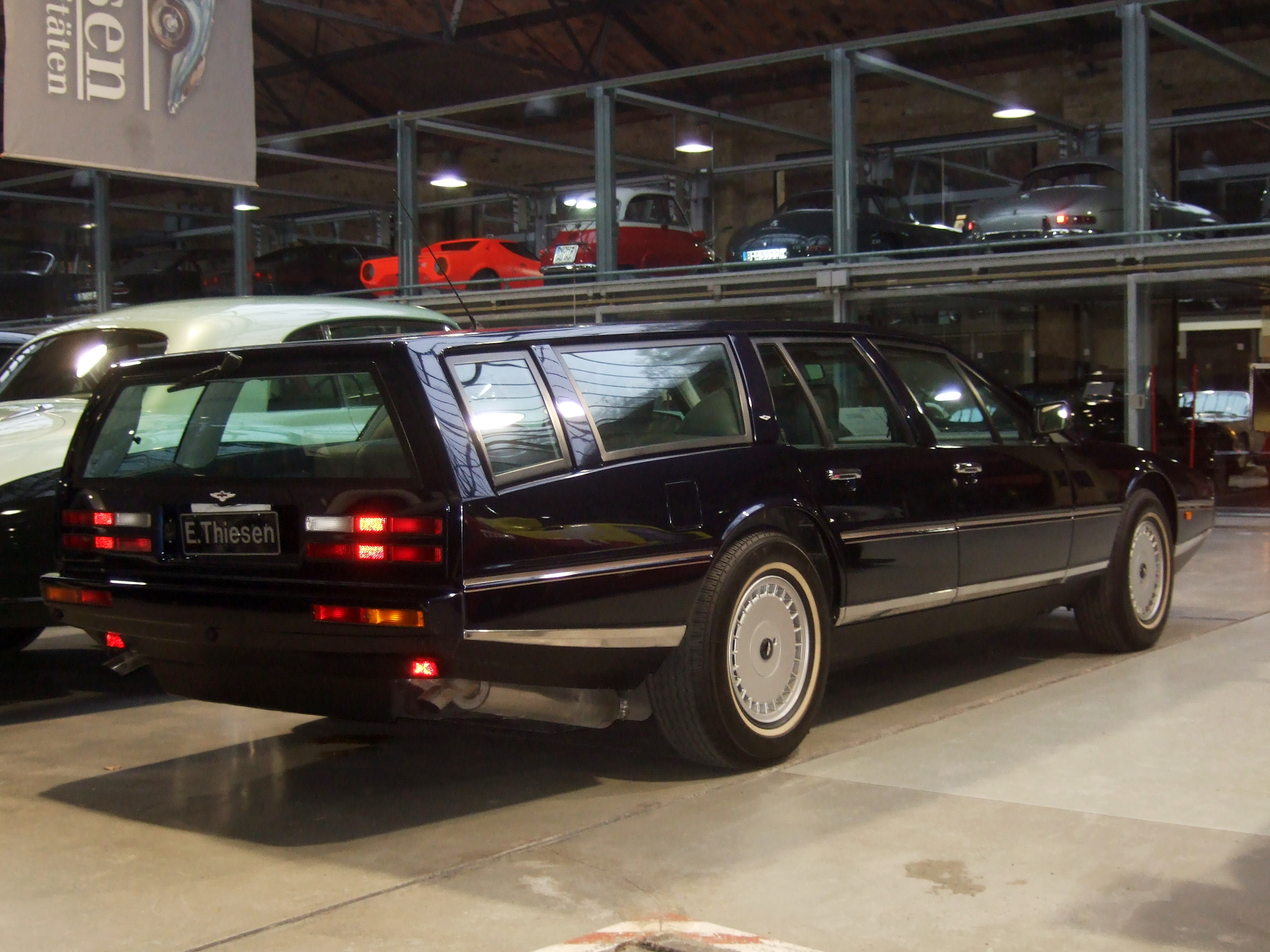
Kombiversion des Lagonda von Roos Engineering

Werksseitig war keine Kombi-Ausführung des Lagonda vorgesehen; William Towns fertigte keine Entwürfe für einen solchen Aufbau.
Roos Engineering in Frauenkappelen in der Schweiz konstruierte von 1998 bis 2000 einen fünftürigen Shooting Brake, der ein Einzelstück blieb. Die Karosserie des Fahrzeugs basiert auf einem Series-3-Modell, das Interieur stammt von einem Auto der vierten Serie. Einige Jahre später konstruierte ein niederländischer Sammler eine weitere Kombi-Version, die im Gegensatz zum Roos-Entwurf eine sehr breite D-Säule hatte. Das Auto wird mit Bezug auf seinen Hersteller auch Kielstra-Lagonda genannt.

## Der Aston Martin Lagonda in der Presse
“The Aston Martin Lagonda is a Cadillac pretending to be a Triumph TR7.”

„Der Aston Martin Lagonda ist ein Cadillac, der vorgibt, ein Triumph TR7 zu sein.“

„Im Lagonda verschmelzen Handarbeit aus der alten Welt und Neuzeitliches der Micro-Chip-Ära zu einer kuriosen Mischung – so, als würden James Purdey & Sons eine Casio-Uhr bauen.“

## Technische Daten Aston Martin Lagonda S2–S4
| Technische Daten Aston Martin Lagonda | Technische Daten Aston Martin Lagonda                                          | Technische Daten Aston Martin Lagonda                                          | Technische Daten Aston Martin Lagonda                                          | Technische Daten Aston Martin Lagonda |
|                                       | Lagonda S2                                                                     | Lagonda S3                                                                     | Lagonda S4                                                                     |                                       |
| ------------------------------------- | ------------------------------------------------------------------------------ | ------------------------------------------------------------------------------ | ------------------------------------------------------------------------------ | ------------------------------------- |
| Motor:                                | 8-Zylinder-V-Motor (Viertakt), Zylinderbankwinkel 90°                          | 8-Zylinder-V-Motor (Viertakt), Zylinderbankwinkel 90°                          | 8-Zylinder-V-Motor (Viertakt), Zylinderbankwinkel 90°                          |                                       |
| Hubraum:                              | 5341 cm³                                                                       | 5341 cm³                                                                       | 5341 cm³                                                                       |                                       |
| Bohrung × Hub:                        | 100 mm × 85 mm                                                                 | 100 mm × 85 mm                                                                 | 100 mm × 85 mm                                                                 |                                       |
| Leistung                              | 209 kW (284 PS)                                                                | 223 kW (304 PS)                                                                | 212 kW (289 PS)                                                                |                                       |
| Max. Drehmoment bei 1/min:            | 500 Nm bei 4000                                                                | 434 Nm bei 4000                                                                | 434 Nm bei 4000                                                                |                                       |
| Verdichtung:                          | 8,8: 1                                                                         | 9,5:1                                                                          | 9,5:1                                                                          |                                       |
| Gemischaufbereitung:                  | 4 Doppelvergaser Weber DCNF                                                    | Elektronische Einspritzung Weber-Marelli                                       | Elektronische Einspritzung Weber-Marelli                                       |                                       |
| Ventilsteuerung:                      | DOHC, Antrieb über Kette                                                       | DOHC, Antrieb über Kette                                                       | DOHC, Antrieb über Kette                                                       |                                       |
| Kühlung:                              | Wasserkühlung                                                                  | Wasserkühlung                                                                  | Wasserkühlung                                                                  |                                       |
| Getriebe:                             | Dreigang-Automatik (Chrysler Torque-Flite) Hinterradantrieb                    | Dreigang-Automatik (Chrysler Torque-Flite) Hinterradantrieb                    | Dreigang-Automatik (Chrysler Torque-Flite) Hinterradantrieb                    |                                       |
| Radaufhängung vorn:                   | doppelte Dreieckslenker, Schraubenfedern                                       | doppelte Dreieckslenker, Schraubenfedern                                       | doppelte Dreieckslenker, Schraubenfedern                                       |                                       |
| Radaufhängung hinten:                 | De-Dion-Achse, Wattgestänge, Längslenker, Schraubenfedern                      | De-Dion-Achse, Wattgestänge, Längslenker, Schraubenfedern                      | De-Dion-Achse, Wattgestänge, Längslenker, Schraubenfedern                      |                                       |
| Bremsen:                              | Innenbelüftete Scheibenbremsen rundum (Durchmesser v/h 27,3 cm/26,3 cm), Servo | Innenbelüftete Scheibenbremsen rundum (Durchmesser v/h 27,3 cm/26,3 cm), Servo | Innenbelüftete Scheibenbremsen rundum (Durchmesser v/h 27,3 cm/26,3 cm), Servo |                                       |
| Lenkung:                              | Zahnstangenlenkung, servounterstützt                                           | Zahnstangenlenkung, servounterstützt                                           | Zahnstangenlenkung, servounterstützt                                           |                                       |
| Karosserie:                           | Leichtmetall, auf Plattformrahmen                                              | Leichtmetall, auf Plattformrahmen                                              | Leichtmetall, auf Plattformrahmen                                              |                                       |
| Spurweite vorn/hinten:                | 1500 mm/1500 mm                                                                | 1500 mm/1500 mm                                                                | 1500 mm/1500 mm                                                                |                                       |
| Radstand:                             | 2915 mm Tickford Long Wheelbase: 3170 mm                                       | 2915 mm Tickford Long Wheelbase: 3170 mm                                       | 2915 mm Tickford Long Wheelbase: 3170 mm                                       |                                       |
| Abmessungen:                          | 5285 × 1815 × 1300 mm, Tickford Long Wheelbase: 5540 × 1815 × 1350 mm          | 5285 × 1815 × 1300 mm, Tickford Long Wheelbase: 5540 × 1815 × 1350 mm          | 5285 × 1815 × 1300 mm, Tickford Long Wheelbase: 5540 × 1815 × 1350 mm          |                                       |
| Leergewicht:                          | 2095 kg, Tickford Long Wheelbase: ca. 2200 kg                                  | 2095 kg, Tickford Long Wheelbase: ca. 2200 kg                                  | 2095 kg, Tickford Long Wheelbase: ca. 2200 kg                                  |                                       |
| Höchstgeschwindigkeit:                | 225 km/h                                                                       | 225 km/h                                                                       | 225 km/h                                                                       |                                       |
| 0–100 km/h:                           | 8,8 s                                                                          | 8,8 s                                                                          | 8,8 s                                                                          |                                       |
| Verbrauch (Liter/100 Kilometer):      | ca. 16–25 S                                                                    | ca. 16–25 S                                                                    | ca. 16–25 S                                                                    |                                       |